# Sociedad de las Grandes Espadas
La Sociedad de las Grandes Espadas (en chino: 大刀會; pinyin: Dàdāo Huì) o Sociedad del Gran Cuchillo era el grupo tradicional de campesinos, más conocido por la masacre de dos misioneros católicos alemanes en el incidente de Juye en 1897 en la aldea de Zhang Jia, donde los misioneros fueron emboscados por unos 30 hombres armados mientras dormían. La Sociedad de las Grandes Espadas se extendió por el norte de China durante la dinastía Qing y se destacó por su coraje imprudente. Eran grupos locales de pequeños propietarios e inquilinos organizados para defender las aldeas contra bandidos errantes, señores de la guerra, recaudadores de impuestos o, más tarde, comunistas y japoneses.

## Historia temprana
La Sociedad fue fundada a principios de la década de 1890 por Liu Shiduan, quien vivía en la prefectura de Caozhou en el suroeste de Shandong. Los Grandes Maestros de estas sociedades afirmaron hacer a los miembros invulnerables a las balas mediante la magia. Las sociedades de las Grandes Espadas y las Lanzas Rojas participaron en el levantamiento de los bóxers en el norte de China en 1900. Durante las primeras tres décadas del siglo XX, muchos campesinos emigraron al noreste desde las provincias de Shandong y Hebei, donde los bóxers habían sido más influyentes. Los campesinos revivieron la Sociedad de las Grandes Espadas como una medida de autodefensa contra las depredaciones de bandidos y señores de la guerra. Debido a una gran inmigración al noreste de China para escapar del caos en el norte de China, también estaban activos en Manchuria.
En 1927, los impuestos del gobierno de Liaoning y los malos tratos a la población local en el área de Linjiang, cerca de la frontera con Corea, llevaron a que la Sociedad de las Grandes Espadas se organizara a gran escala, provocada por el colapso del papel moneda Feng-Piao que prevalecía. En enero de 1928, la Sociedad se rebeló contra el gobierno Fengtian, apoderándose de la ciudad de Tonghua por un corto tiempo. Durante la rebelión, los Grandes Espadas fueron respetados por los campesinos porque no dañaban ni saqueaban a la gente común, sino que resistían a los oficiales del señor de la guerra Zhang Zuolin.

## Invasión japonesa
Ante la invasión japonesa de Manchuria en 1931, esta forma tradicional de autodefensa popular fue revivida. Estas sociedades pronto formaron parte de los ejércitos de voluntarios antijaponeses que se oponían al establecimiento japonés de Manchukuo en 1932 y sus posteriores campañas de pacificación.
La gran cantidad de hombres de las áreas rurales manchúes inspirados para iniciar la lucha contra un invasor extranjero bajo la tradicional y cuasi religiosa Sociedad de las Grandes Espadas eran de un carácter único. Los miembros de la hermandad depositaron su fe en la magia popular y la creencia en las recompensas celestiales por su carácter justo. Se describió a los soldados de las Grandes Espadas diciendo que llevaban vidas encantadas y eran inmunes a las balas debido a una combinación de ejercicios de respiración profunda, fórmulas mágicas y la deglución de encantamientos.

## Absorción por el movimiento comunista y supresión
Algunos miembros de la Sociedad fueron absorbidos por el Ejército Rojo Chino durante la segunda guerra sino-japonesa o por el Ejército Popular de Liberación en la posterior guerra civil china. En 1953, el gobierno del Partido Comunista Chino lanzó una campaña de supresión contra Hui-Dao-Men ("Sociedades-Vías-Hermandades"), erradicándolas del continente chino. Han reaparecido algunas de sus ramificaciones, reintroducidas por los seguidores chinos que viven en el extranjero.